# Pseudomugil cyanodorsalis
Pseudomugil cyanodorsalis is een  straalvinnige vissensoort uit de familie van blauwogen (Pseudomugilidae). De wetenschappelijke naam van de soort is voor het eerst geldig gepubliceerd in 1983 door Allen & Sarti.